# Stenhomalus translucidus
Stenhomalus translucidus är en skalbaggsart som först beskrevs av Fauvel 1906.  Stenhomalus translucidus ingår i släktet Stenhomalus och familjen långhorningar. Inga underarter finns listade i Catalogue of Life.